# Christian Woman
Christian Woman – singel grupy Type O Negative promujący album Bloody Kisses.
Tekst w pierwszej części nazywanej "Body of Christ (Corpus Christi)", opisuje pobożną chrześcijankę mającą fantazje erotyczne na temat stosunku z Jezusem. Tekst drugiej części utworu stanowi powtarzana fraza "Jesus Christ looks like me" ("Jezus Chrystus wygląda jak ja").
Powstały dwie wersje teledysku do piosenki tytułowej singla - wersja złagodzona (reżyser Jon Reiss) do jedynie pierwszej części utworu, ze zmienionym, "złagodzonym" tekstem i wersja pełna portretująca pełną wersję utworu trwającą 8 minut i 55 sekund.

## Twórcy
- Peter Steele – śpiew, gitara basowa, kontrabas
- Josh Silver – instrumenty klawiszowe, efekty i programowanie, śpiew
- Kenny Hickey – gitara, śpiew
- Sal Abruscato – perkusja